# Zygosaccharomyces microellipsoides
Zygosaccharomyces microellipsoides är en svampart som först beskrevs av Osterw., och fick sitt nu gällande namn av Yarrow 1977. Zygosaccharomyces microellipsoides ingår i släktet Zygosaccharomyces och familjen Saccharomycetaceae.   Inga underarter finns listade i Catalogue of Life.